# یواس‌اس شامپیون (۱۸۵۹)
یواس‌اس شامپیون (۱۸۵۹) (به انگلیسی: USS Champion (1859)) یک کشتی بود که طول آن ۱۴۵ فوت ۸ اینچ (۴۴٫۴۰ متر) بود. این کشتی در سال ۱۸۵۹ ساخته شد.